# Men's Wearhouse
Men's Wearhouse est une entreprise américaine, une chaîne de magasins commercialisant du prêt-à-porter pour les hommes, basée à Houston au Texas. Elle fut fondée par George Zimmer en 1973 et fait partie de la holding Tailored Brands (en).